# Arundinella pubescens
Arundinella pubescens är en gräsart som beskrevs av Elmer Drew Merrill och Eduard Hackel. Arundinella pubescens ingår i släktet Arundinella och familjen gräs.
Artens utbredningsområde är Filippinerna. Inga underarter finns listade i Catalogue of Life.